# 1956 au Québec
Cet article traite des événements survenus en 1956 au Québec. 

## Événements

### Janvier
- 10 janvier : le budget, présenté par le ministre Onésime Gagnon, prévoit des dépenses de 374 millions de dollars pour l'année 1956-1957[1].
- 17 janvier : la loi du cadenas est contestée en Cour suprême[2].
- 20 janvier : le film L'Équipée sauvage, mettant en vedette Marlon Brando, est interdit de diffusion au Québec. La censure y voit une source de perversion et de violence[3].
- 24 janvier : la Cour suprême refuse un nouveau procès à Wilbert Coffin[4].

### Février
- 1er février : Lucille Wheeler, originaire de Saint-Jovite, est la première athlète québécoise et canadienne à remporter une médaille olympique (le bronze) en ski alpin lors des Jeux olympiques d'hiver de Cortina d'Ampezzo[5].
- 10 février : Wilbert Coffin est pendu à la prison de Bordeaux[6].
- 23 février : l'Assemblée législative adopte la loi des marchés agricoles, créant un Office des marchés agricoles chargé de surveiller et de coordonner la mise en marché des produits agricoles[7].

### Mars
- 9 mars : Maurice Duplessis signe un accord fiscal avec Ottawa à l'occasion d'une conférence fédérale-provinciale. Le Québec recevra 345 millions de dollars du fédéral en 1957-1958[8].
- 14 mars : le ministre Paul Dozois annonce que Québec injectera 1 million $ dans un plan d'élimination des taudis à Montréal[9].

### Avril
- 6 avril : le rapport de la commission Tremblay sur les problèmes constitutionnels est rendu public. Il préconise que le gouvernement fédéral se limite aux taxes indirectes alors que les taxes directes seraient perçues par les provinces. Celles-ci devraient également assumer la responsabilité des mesures de sécurité sociale. De plus, le rapport statue que Québec a bien agi en refusant les octrois fédéraux aux universités[10].
- 10 avril : les Canadiens de Montréal remportent la Coupe Stanley face aux Red Wings de Détroit. Ce sera la première de cinq Coupes consécutives[11].
- 25 avril : Maurice Duplessis annonce des élections générales pour le 20 juin[12].

### Mai
- 1er mai : Thérèse Casgrain déclare lors d'une interview au Devoir que le Québec est « la région la plus vénale du continent nord-américain ». Elle fait allusion à la corruption politique qui y règne[13].
- 8 mai : Pierre Laporte annonce qu'il se présente comme candidat indépendant dans Laurier[14].
- 30 mai : ayant perdu en Cour d'appel, le restaurateur Frank Roncarelli emmène sa cause en Cour suprême. Le premier ministre Duplessis lui avait enlevé son permis de restauration en 1946 pour avoir payé la caution de Témoins de Jéhovah[15].

### Juin
- 20 juin : l'Union nationale de Maurice Duplessis remporte l'élection générale avec 72 circonscriptions contre seulement 19 pour les libéraux. L'UN a obtenu 51 % des votes et le PLQ 48 %. Pierre Laporte a perdu son élection dans Laurier, de même que René Chaloult dans Jonquière et Réal Caouette dans Abitibi-Est[16].

### Juillet
- 17 juillet : Jacques Amyot est le premier Québécois à traverser la Manche à la nage[17].
- 18 juillet : Québec annonce une aide fédérale pour le plan Dozois visant à éliminer les taudis de l'île de Montréal[18].

### Août
- 7 août : les abbés Gérard Dion et Louis O'Neill dénoncent la politique provinciale dans un manifeste. Selon eux, elle se caractérise par des mensonges systématiques, l'emploi du mythe, l'achat de votes, la violation de la loi électorale, les faux serments et la substitution de personnes. La corruption politique au Québec est, toujours selon eux, généralisée et institutionnalisée[19].

### Septembre
- 26 septembre : Maurice Duplessis annonce un remaniement ministériel. Paul Dozois devient ministre des Affaires municipales et Yves Prévost secrétaire de la province[20].

### Octobre
- 8 octobre : le téléroman Les Belles Histoires des pays d'en haut commence à être diffusé sur les ondes de Radio-Canada[21].
- 19 octobre : Maurice Duplessis repousse une nouvelle proposition d'aide aux universités. Le premier ministre canadien Louis St-Laurent invite les universités à accepter directement les subsides fédéraux[22].
- 28 octobre : première de l'émission Point de mire, animée par le journaliste René Lévesque, dont le but est de faire le point sur les actualités nationales et internationales[23].

### Novembre
- 14 novembre : début de la première session de la 25e législature. Dans son Discours du Trône, Duplessis promet des subventions à tous les paliers d'enseignement[20].

### Décembre
- 5 décembre : l'émission pour enfants La Boîte à Surprise est diffusée sur les ondes de Radio-Canada. Elle est animée par Pierre Thériault dans le rôle de Monsieur Surprise[24].
- 12 décembre : dépôt d'un projet de loi visant à imposer le plan Dozois à la ville de Montréal[25].
- 14 décembre : John Diefenbaker devient le nouveau chef du Parti progressiste-conservateur du Canada[26].
- 23 décembre : Le Village enchanté est sorti au cinéma, C'est le premier long-métrage dessin animé québécois pour enfants réalisé par les frères Racicot. Ce film est interprète par le narrateur Pierre Dagenais[27].

## Naissances
- Diane Régimbald (poète)
- Jean Martin (journaliste) († 5 avril 2016)
- Léa-Marie Cantin (actrice) († 6 novembre 2023)
- Michelle Coudé-Lord (journaliste)  († 13 juin 2024)
- 6 avril - Claude Bachand  (enseignant et homme politique)
- 8 avril - David Birnbaum (homme politique)
- 2 mai - Régis Labeaume (maire de la Ville de Québec )
- 3 mai - Marc Bellemare (homme de loi et homme politique)
- 7 mai - 
  - Jean Audet (homme d'affaires et homme politique)
  - Jean Lapierre (homme politique et animateur de télévision) († 29 mars 2016)
- 8 mai - Suzanne Champagne (actrice)
- 10 mai - Yves Jacques (acteur)
- 26 mai - Claude Drouin (homme politique)
- 8 juin - Daniel Ratthé (homme politique)
- 9 juin - Francine Raymond (chanteuse)
- 5 juillet - Gaétan Barrette (médecin et homme politique)
- 25 juillet Zïlon (Raymond Pilon) (artiste peintre multidisciplinaire) († 26 juillet 2023)
- 19 juillet - Richard Z. Sirois (humoriste et animateur de radio)
- 30 juillet - 
  - Réal Cloutier (joueur de hockey)
  - Réjean Bouchard (guitariste, arrangeur musical) († 30 juillet 2023)
- 12 août - Bruce Greenwood (acteur et producteur)
- 25 août - Jean-Claude Mirandette (musicien et chanteur) († 12 avril 2019)
- 2 septembre - Mario Tremblay (joueur de hockey)
- 3 octobre - Christian Dubé (homme d'affaires et homme politique)
- 7 octobre - Linda Griffiths (actrice) († 21 septembre 2014)
- 20 octobre - Guy Chouinard (joueur et entraineur de hockey)
- 28 octobre - Yves Simoneau (réalisateur, scénariste, producteur et monteur)
- 7 novembre - Agnès Maltais (femme politique)
- 17 novembre - Robert Simpson  (joueur de hockey)
- 21 décembre - Roc LaFortune (acteur et scénariste)

## Décès
- 10 février - Wilbert Coffin (criminel) (º octobre 1915)
- 29 mars - Rodolphe Girard (militaire) (º 24 avril 1879)
- 12 juillet - Sprague Cleghorn (joueur de hockey) (º 11 mars 1890)
- 4 août - Joseph Georges Bouchard (homme politique) (º 23 avril 1888)
- 18 septembre - Adélard Godbout (ancien premier ministre du Québec) (º 24 septembre 1892)
- 2 octobre - Delpha Sauvé (homme politique)  (º 12 juin 1901)
- 7 décembre - Huntley Gordon (acteur) (º 8 octobre 1879)

### Articles généraux
- Chronologie de l'histoire du Québec (1931 à 1959)
- L'année 1956 dans le monde
- 1956 au Canada
- Élection générale québécoise de 1956

## Sources et références
1. ↑  « La province aura un budget de $374,101,427 pour 1956-57 », Le Devoir,‎ 11 janvier 1956, p. 3
2. ↑  La loi du cadenas contestée devant la Cour suprême. Le Devoir. 17 janvier 1956. p. 2
3. ↑  « Le film The Wild One interdit par la censure dans le Québec », Le Devoir,‎ 21 janvier 1956, p. 9
4. ↑  Clément Fortin. L'affaire Coffin, une supercherie?. Éditions Wilson et Lafleur. 2007
5. ↑  Bilan du Siècle
6. ↑  Idem
7. ↑  Bilan du Siècle
8. ↑  « M. Duplessis se dit satisfait, MM. Frost et Bennett rouspètent », Le Devoir,‎ 10 mars 1956, p. 1
9. ↑  Conrad Black. Duplessis tome 2. Éditions de l'Homme. 1977. p. 173
10. ↑  Jacques Lacoursière. Histoire populaire du Québec tome 4. Septentrion. 1997. p. 381
11. ↑  Bilan du Siècle
12. ↑  Chronologie parlementaire 1954-1956
13. ↑  « Corruption politique dans le Québec - "La région la plus vénale du continent nord-américain..." (Mme Thérèse Casgrain) », Le Devoir,‎ 1er mai 1956, p. 1
14. ↑  Deaux candidats indépendants. Pierre Laporte dans Laurier - René Chaloult dans Jonquière. Le Devoir. 9 mai 1956. p. 1
15. ↑  Duplessis tome 2, p. 153
16. ↑  Réélection des unionistes de Maurice Duplessis à l'Assemblée législative du Québec
17. ↑  Bilan du Siècle
18. ↑  Le cabinet provincial permet la participation fédérale au plan Dozois. Le Devoir. 19 juillet 1956. p. 1
19. ↑  Pierre Godin. Daniel Johnson tome 1. Éditions de l'Homme. 1980. p. 76
20. 1 2  « Chronologie parlementaire 1954-1956 » (consulté le 11 mars 2009)
21. ↑  Bilan du Siècle
22. ↑  Québec reste sur ses positions. M. Duplessis repousse la nouvelle proposition d'aide aux universités. Le Devoir. 20 octobre 1956. p. 9
23. ↑  Bilan du Siècle
24. ↑  Bilan du Siècle
25. ↑  Loi provinciale pour imposer le plan Dozois. Québec donnera au conseil des pouvoirs extraordinaires. Le Devoir. 13 décembre 1956. p. 1
26. ↑  Pierre Laporte. Diefenbaker élu - Délégation québécoise désappointée. Le Devoir. 15 décembre 1956. p. 9
27. ↑  Sortie du dessin animé « Le Village enchanté »